# Констанс Мани
Ко́нстанс Ма́ни (англ. Constance Money, род. 30 ноября 1956, Лебанон, Пенсильвания; настоящее имя — Сью́зан Дже́нсен (англ. Susan Jensen)) — американская порноактриса 1970-х и 1980-х годов. Наиболее известна как звезда классического фильма 1976 года «Открытие Мисти Бетховен». Также снялась в других картинах, ставших классикой порношика — фильмах 1977 года «Радио Барбары», Mary! Mary! и Anna Obsessed и фильме 1978 года Maraschino Cherry. Член залов славы AVN с 1998 года и XRCO с 2016 года.

## Биография
Родилась 30 ноября 1956 года в США. Дебютировала в порноиндустрии в 1975 году в фильме Confessions of a Teenage Peanutbutter Freak. Уже в следующем году к Констанс пришла слава, вскоре после того, как она сыграла роль Мисти Бетховен в «The Opening of Misty Beethoven». Картина стала одним из первых[прояснить] хардкор-порнофильмов и стала легендой и классикой эпохи порношика, во многом благодаря именно Констанс Мани, чья сексуальность и эротизм игры были чем-то новым для порнофильмов 1970-х годов.
Снималась для таких студий, как VCA Pictures, Atom, Essex Video, Video Classics, Joy, LeSalon, DistribPix, Arrow Productions, Eros Video, Video-X-Pix, Metro и других.
Стала первой порноактрисой, появившейся в макси-репортаже в Playboy в 1978 году. В 1979 году ушла из индустрии, но сцены с её участием продолжали включать в различные видео-компиляции в 1980-х годах. Кратковременно вернулась в порно в 1983 году, снявшись в A Taste Of Money, после чего ушла из индустрии уже навсегда.
В общей сложности снялась в 27 фильмах.

## Награды
| Год  | Церемония          | Результат | Номинация       | Работа                         |
| ---- | ------------------ | --------- | --------------- | ------------------------------ |
| 1976 | X-Caliber Awards   | Победа    | Лучшая актриса  | The Opening of Misty Beethoven |
| 1997 | Legends of Erotica | Победа    | Легенда эротики | н/д                            |
| 1998 | AVN Awards         | Победа    | Зал славы AVN   | н/д                            |
| 2016 | XRCO Award         | Победа    | Зал Славы XRCO  | н/д                            |

## Избранная фильмография
- A Taste Of Money[8],
- Anna Obsessed[9],
- Barbara Broadcast[10],
- Bride’s Initiation[11],
- Maraschino Cherry[12],
- Mary! Mary![13],
- Raincoat Crowd[14].